# Arosa (Suíça)
Arosa é uma comuna da Suíça, no Cantão Grisões, com cerca de 2.294 habitantes. Estende-se por uma área de 42,54 km², de densidade populacional de 54 hab/km². Confirma com as seguintes comunas: Alvaneu, Davos, Langwies, Lantsch/Lenz, Molinis, Peist, Schmitten, Tschiertschen, Vaz/Obervaz, Wiesen.
A língua oficial nesta comuna é o alemão. De acordo com o censo de 2000, o português era, na ocasião, língua materna de mais de 7% dos habitantes de Arosa, tornando-a a segunda língua mais falada na comuna.